# Lost Demos
Lost Demos è la quarta raccolta del gruppo musicale statunitense Linkin Park, pubblicata il 24 novembre 2023 dalla Warner Records e dalla Machine Shop Recordings.

## Descrizione
Il disco è stato originariamente incluso nell'edizione box set del secondo album Meteora distribuito nell'aprile dello stesso anno al fine di celebrare i vent'anni dalla sua uscita e contiene una selezione di demo di gran parte dei brani dell'album (tra cui quelle di Faint, From the Inside e Lying from You) e alcuni inediti, tra cui i singoli Lost e Fighting Myself, scelti per promuovere il cofanetto.

## Promozione
Lost Demos è stato distribuito in concomitanza con l'annuale Record Store Day Black Friday unicamente in formato vinile e in tiratura limitata a 10 000 copie.

## Tracce
Testi e musiche dei Linkin Park.
Lato A
1. Lost – 3:19
2. Fighting Myself – 3:21
3. More the Victim – 2:41
4. Massive – 3:08
5. Healing Foot – 3:31
6. A6 (Meteora|20 Demo) – 3:55
7. Cuidado (Lying from You Demo) – 3:18

Lato B
1. Husky (Hit the Floor Demo) – 3:14
2. Interrogation (Easier to Run Demo) – 3:40
3. Faint (Meteora|20 Demo) – 3:56
4. Plaster 2 (Figure.09 Demo) – 2:57
5. Shifter (From the Inside Demo) – 3:25
6. Wesside – 3:14
7. Resolution – 4:37

## Formazione
Hanno partecipato alle registrazioni, secondo le note di copertina:
Gruppo
- Chester Bennington – voce (tracce 1-3, 5)
- Rob Bourdon – batteria (tracce 1-3, 5)
- Brad Delson – chitarra (tracce 1-3)
- Joseph Hahn – giradischi e campionatore (tracce 1-3)
- Phoenix – basso (tracce 1-3)
- Mike Shinoda – rapping e voce (eccetto 7, 9 e 13), campionatore (tracce 1-3), strumentazione (tracce 4-14)

Produzione
- Don Gilmore – produzione (tracce 1-3)
- Linkin Park – produzione (tracce 1-3)
- Manny Marroquin – missaggio (traccia 1)
- Mike Shinoda – missaggio (eccetto traccia 1), produzione (tracce 4-14)

## Classifiche
| Classifica (2023)          | Posizione massima |
| -------------------------- | ----------------- |
| Regno Unito (rock & metal) | 3                 |
| Stati Uniti                | 191               |
| Stati Uniti (hard rock)    | 10                |
| Ungheria                   | 39                |